# Okružákovití
Okružákovití je čeleď sladkovodních plžů.
Mají celosvětové rozšíření. Žijí ve sladké vodě, ale několik druhů je schopno přežít i ve vodě brakické.
Společně s čeledí plovatkovití (Lymnaeidae) jsou zástupci okružákovitých častými mezihostiteli cerkarií motolic.
Předkové okružákovitých jsou s určitostí známi od jury. Moderní druhy se vyvíjely od křídy.

## Popis ulity

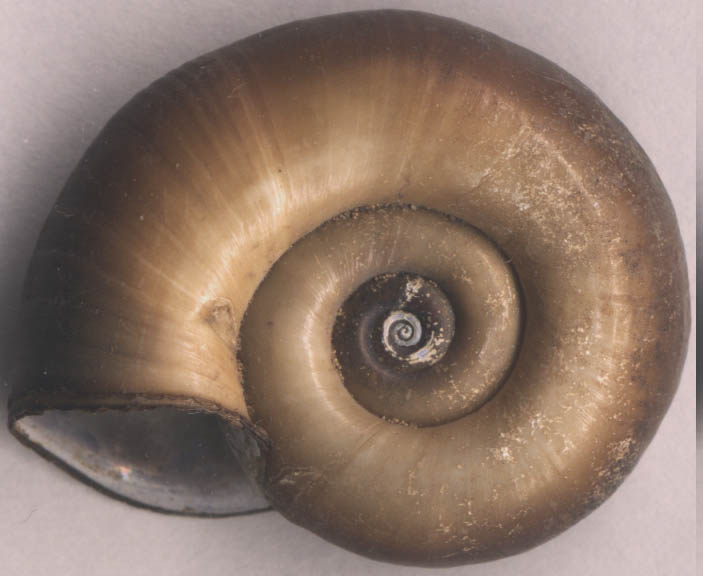
okružák ploský - ulita shora

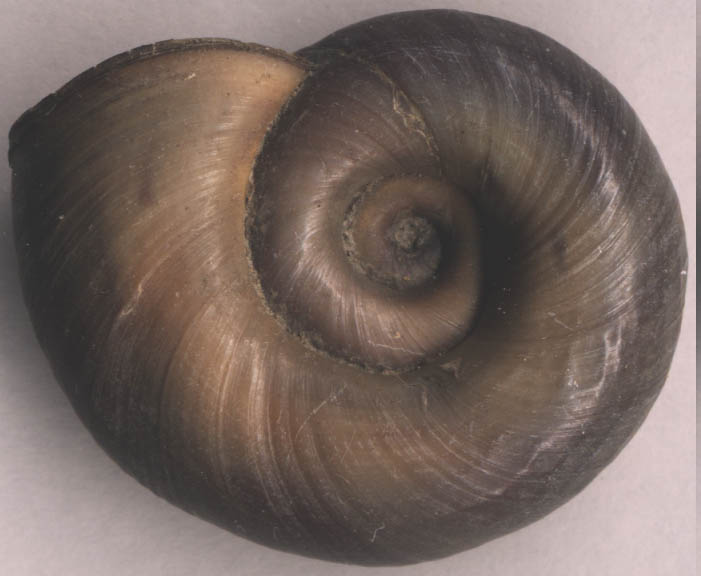
okružák ploský - ulita zespodu

Ulita většiny druhů okružákovitých je planispirální (diskoidální). Pouze ulity několika skupin plžů jsou levotočivé. Avšak ulity všech druhů okružákovitých jsou levotočivé, což je dáno jejich anatomií. (Dříve byli okružákovití někdy chybně uváděni jako pravotočiví.)
Většina druhů má tenkou a hladkou ulitu, ale vyskytují se i různé struktury povrchu ulit a také kýl.
Ústí je bez trvalého víčka. Obústí je ostré. 
Výška ulity se pohybuje od 6 mm po 6 cm, ale většinou nepřesahuje 2 cm.

## Popis živočicha

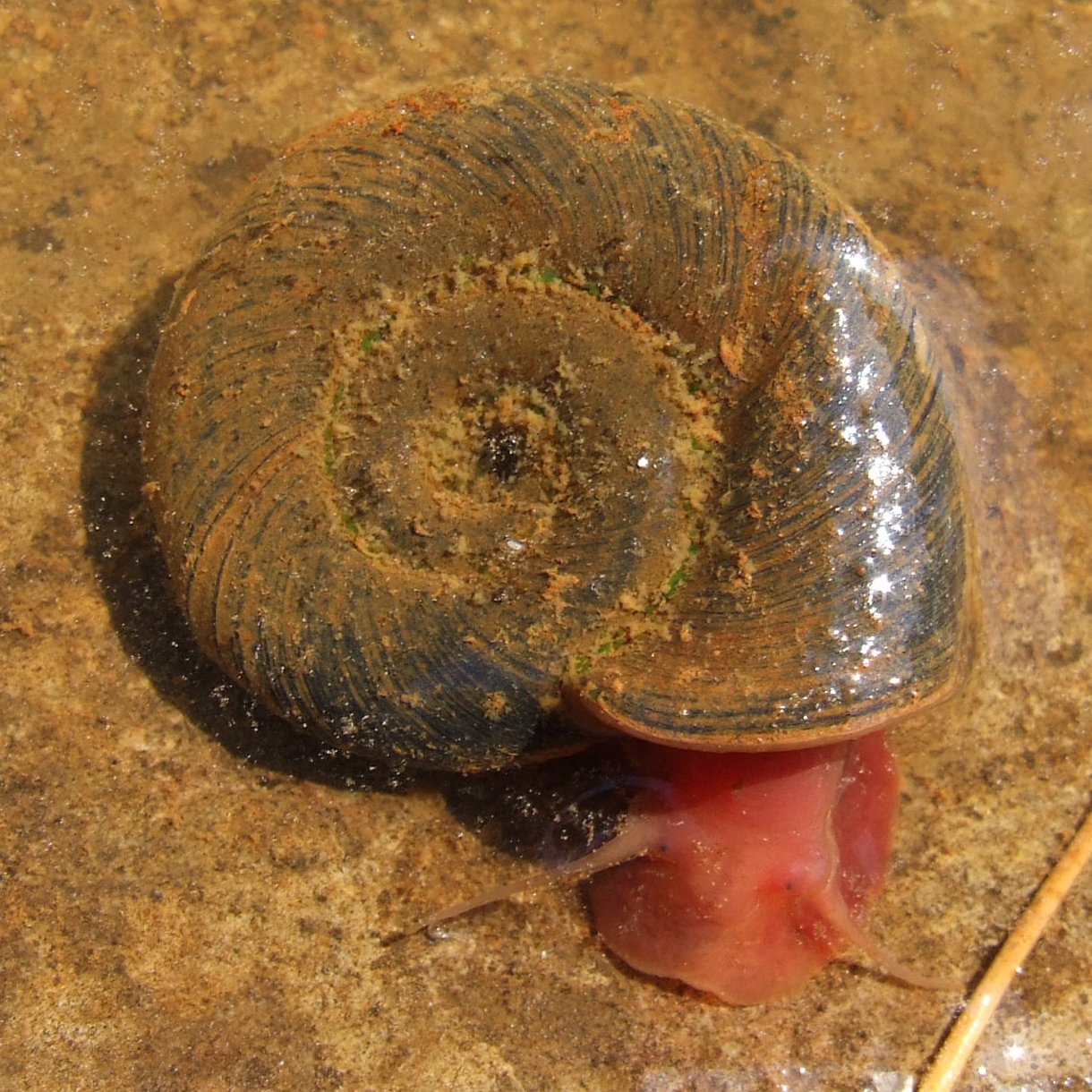
albinotický okružák ploský

Mají malé tělo a hlavu a dlouhá nitkovitá tykadla.
Na rozdíl od ostatních měkkýšů je v hemolymfě okružákovitýchí obsažen (volně rozpuštěn) hemoglobin. Všichni ostatní měkkýši mají jako krevní barvivo hemocyanin. To umožňuje okružákovitým efektivnější dýchání kyslíku. Díky tomu má jejich tělo načervenalou či červenou barvu. Nejvýraznější červené zbarvení mají albinotičtí jedinci.
V okolí dýchacího otvoru (z venku nebo přímo uvnitř plášťové dutiny) mají přívěsky, které jim slouží k doplňkovému (přechodnému) dýchání. Takže v okysličené vodě vydrží velmi dlouho a nemusí se nadechovat u hladiny. V málo okysličené vodě se nadechují u hladiny častěji. Někteří tak mohou dýchat celý život a nikdy k hladině nejdou, např. Ancylus fluviatilis.

## Taxonomie
Do čeledi Planorbidae jsou řazeny i rody Ancylus a Ferrissia, které bývaly dříve řazeny různě, např. do vlastní čeledi.
Podle taxonomie plžů (Bouchet & Rocroi, 2005) obsahuje čeleď Planorbidae následující podčeledi:
- podčeleď Planorbinae  Rafinesque, 1815 
  - tribus Planorbini  Rafinesque, 1815  - synonyma: Choanomphalinae P. Fisher & Crosse, 1880; Orygoceratidae Brusina, 1882
  - tribus Ancylini  Rafinesque, 1815  - synonymum: Pseudancylinae Walker, 1923 (inv.)
  - tribus Biomphalariini  H. Watson, 1954  - synonyma: Acrorbini Starobogatov, 1958; Drepanothrematini Zilch, 1959; Taphiinae Harry & Hubendick, 1964
  - tribus Planorbulini  Pilsbry, 1934 
  - tribus Segmentinini  F.C. Baker, 1945
- podčeleď Bulininae  P. Fischer & Crosse, 1880 
  - tribus Bulinini  P. Fischer & Crosse, 1880  - synonyma: Laevapicinae Hannibal, 1912; Isidorinae Annandale, 1922; Gundlachiinae Starobogatov, 1967
  - tribus Coretini  Gray, 1847  - synonyma: Pompholicinae Dall, 1866 (inv.); Camptoceratinae Dall, 1870; Megasystrophinae Tryon, 1871 (inv.); Pompholycodeinae Lindholm, 1927; Helisomatinae F. C. Baker, 1928; Bayardellini Starobogatov & Prozorova, 1990; Planorbariini Starobogatov, 1990
  - tribus Miratestini  P.1F. Sarasin, 1897  - synonyma: Ferrissiinae Walker, 1917; Ancylastrinae Walker, 1923; Protancylinae Walker, 1923; Physastrinae Starobogatov, 1958; Ameriannini Zilch, 1959; Patelloplanorbidae Franc, 1968
  - tribus Plesiophysini  Bequaert & Clench, 1939
- podčeleď Neoplanorbinae  Hannibal, 1912  - synonymum: Payettiinae Dall, 1924
- podčeleď Rhodacmeinae  Walker, 1917

## Rody
Typový rod je Planorbis Müller, 1773.
| - Acrorbis Odhner, 1937 - Afrogyrus Brown & Mandahl-Barth, 1973 - Afroplanorbis Thiele, 1931 - Amerianna Strand, 1928 - Amphigyra Pilsbry, 1906 - Anisopsis Sandberger, 1875 - Anisus S. Studer, 1820 – svinutec - Antillorbis Harry & Hubendick, 1964 - Armigerus Clessin, 1884 - Australorbis Pilsbry, 1934 - Bathyomphalus Charpentier, 1837 – řemeník - Bayardella Burch, 1977 - Berellaia Laubrière & Carez, 1880 - Biomphalaria Preston, 1910 - Bulinus Müller, 1774 - Camptoceras Benson, 1843 - Carinifex W. G. Binney, 1865 - Carinogyraulis Polinski, 1929 - Ceratophallus Cope, 1893 - Choanomphalus Gerstfeldt, 1859 - Drepanotrema Crosse & Fischer, 1880 | - Ferrissia Walker, 1903 – člunka - Fossulorbis Pilsbry, 1934 - Glyptophysa Crosse, 1872 - Gyraulus Charpentier, 1837 – kružník - Helicorbis Benson, 1855 - Helisoma Swainson, 1840 - Hippeutis Charpentier, 1837 – kýlnatec - Indoplanorbis Annandale & Prashad, 1920 - Intha Annandale, 1922 - Isidorella Tate, 1896 - Kessneria Walker & Ponder, 2001 - Leichhardtia Walker, 1988 - Lentorbis Mandahl-Barth, 1994 - Macrophysa (Meek) Dall, 1870 - Menetus H. & A. Adams, 1855 – menetovník - Miratesta P. & F. Sarasin, 1897 - Paraplanorbis Hanna, 1922 - Patelloplanorbis Hubendick, 1957 - Pecosorbis D. W. Taylor, 1985 - Pentagoniostoma Branson, 1935 - Perrinilla Hannibal, 1912 - Physastra Tapparone-Canefri, 1883 | - Physopsis Krauss, 1848 - Pingiella F. C. Baker, 1945 - Pitharella F. Edwards, 1860 - Planorbarius Duméril, 1806 – okružák - Planorbella Haldeman, 1842 - Planorbifex Pilsbry, 1935 - Planorbina Haldeman, 1842 - Planorbis Müller, 1773 – terčovník - Planorbula Haldeman, 1840 - Platyphysa P. Fischer, 1883 - Platytaphius Pilsbry, 1924 - Plesiophysa P. Fischer, 1883 - Polypylis Pilsbry, 1906 - Promenetus F. C. Baker, 1935 - Protancylus P. & F. Sarasin, 1897 - Pygmanisus Iredale, 1943 - Segmentina Fleming, 1817 – lištovka - Segmentorbis Mandahl-Barth, 1954 - Syrioplanorbis F. C. Baker, 1945 - Taphius H. & A. Adams, 1855 - Trochorbis Benson, 1855 - Vorticifex Meek in Dall, 1870 |